# Отченашенко Світлана Іванівна
Світлана Іванівна Отченашенко (Світлана Харабет, 7 липня 1945, с. Іскивці або с. Сенча, Полтавська область — 7 квітня 2022, Маріуполь) — українська театральна актриса. Заслужена артистка Української РСР (1972), Народна артистка України (2001). Актриса Донецького академічного обласного драматичного театру (м. Маріуполь).

## Життєпис
Народилась в селі Іскивці (за іншими даними — у с. Сенча) Лохвицький район, Полтавська область. Батько мав три вищі освіти, закінчив учительський інститут, Вищу партійну школу та сільськогосподарський інститут. Займав посаду голови колгоспу. Батьки познайомились у військовому шпиталі, куди тато потрапив після поранення та де працювала медсестрою мати. Мати походила з Ленінградської області.
Серед спогадів дитинства — кіно раз на місяць в землянці, що виконувала роль сільського клубу та радіопередача часів СРСР «Театр у мікрофона». Молода Світлана брала участь в шкільній самодіяльності. Раз на два роки мати вивозила доньку із села до Ленінграда, де водила в театр. Враження від театру й вистав з його комплексним мистецьким впливом на свідомість стануть найсильнішими спогадами юності. Бачила на сцені живих Ольхину та Смоктуновського у виставі «Ідіот» у Большому драматичному театрі.

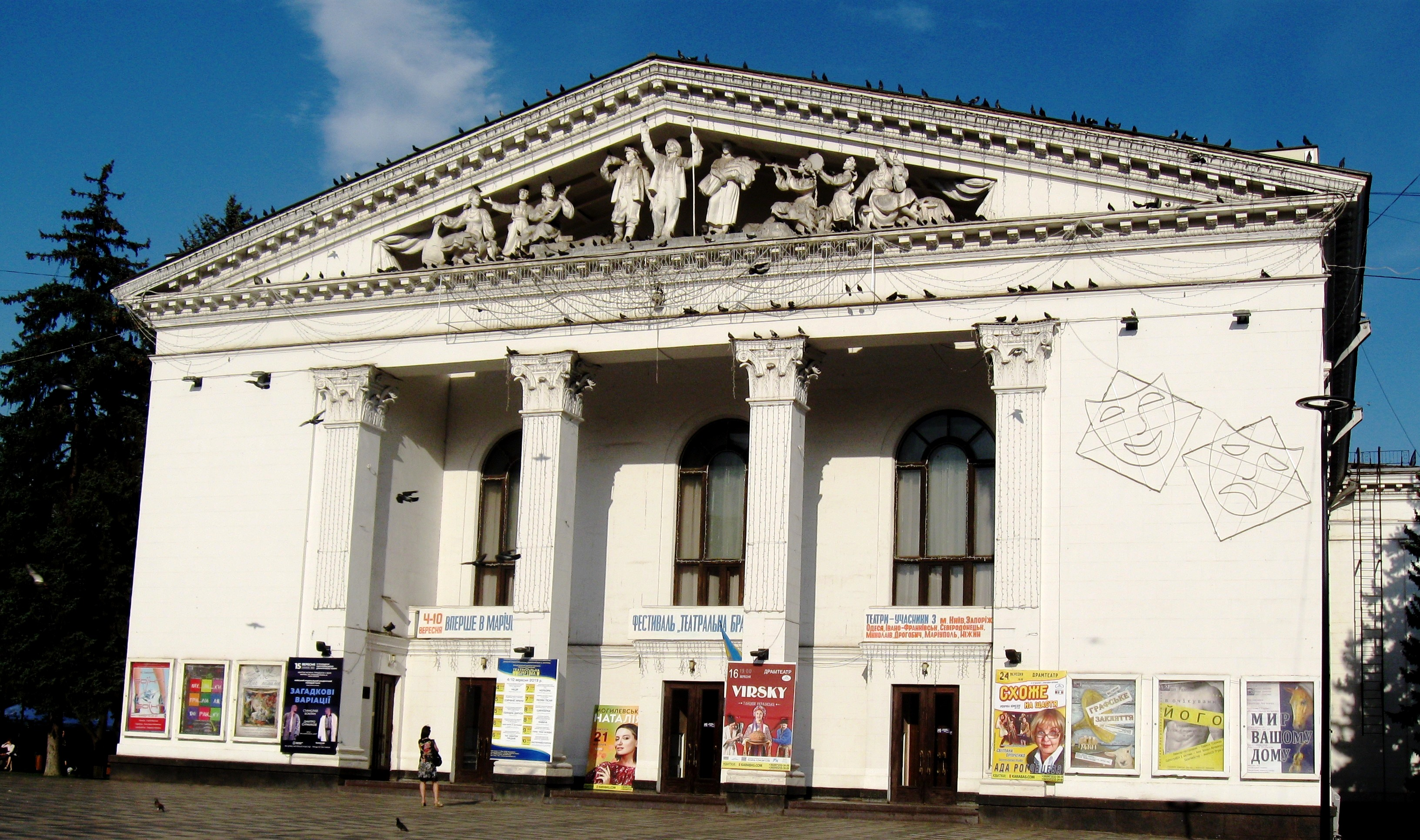
Донецький академічний обласний драматичний театр

Отримувати освіту почала у московському ВГИКу, але не витримала напруги мегаполісом, й переїхала до Києва, де влаштувалася в студію театра ім. Івана Франка. Серед викладачів були Михайло Покотило (1906—1971), народний артист України Костянтин Степанков (1928—2004). По закінченні студії працювала в Полтавському театрі, але як початківець грала дрібні ролі. У 1984 році закінчила Ленінградський державний інститут театру, музики і кінематографії.
Молоду актрису ввели у низку провідних ролей у театрі в місті Маріуполь, який швидко набрав значну мистецьку висоту серед театрів півдня України. Диапазон репертуару — від казок до світової та вітчизняної класики (Лопе де Вега, Мольєр, Чехов). Створила образи Віктоші («Казки Старого Арбата»), Діани («Собака на сіні»), Аркадіної («Чайка»), Раневської («Вишневий сад»), Марії Каллас («Майстер-клас»). Загальна кількість ролей, зіграна актрисою в театрі, перевищила сто тридцять. Гастролювала з маріупольським театром містами СРСР.
Брала активну участь у створенні бібліотеки Маріупольського театру разом із завідувачем трупою Неллі Іскаковою. Зналася на поезії, відчувала красу слова.
Чоловік — Юхим Харабет, скульптор і медальєр, заслужений діяч мистецтв України.
Померла 7 квітня 2022 року в міськлікарні № 2 окупованого Маріуполя. Причиною смерті став набряк легень.

## Творчість

### Ролі у театрі
- «Казки старого Арбату» О. Арбузов — Виктоша
- «Собака на сіні» Лопе де Вега — Діана
- «Хищница» Оноре де Бальзак — Флора Бразіл
- «Живи і пам'ятай» В.Распутін — Настуся Гуськова
- «Любов під в'язами» Ю. О'Ніл — Аббі Патнем
- «Леді Макбет Мценського повіту» М.Лєсков — Катерина Ізмайлова
- «Чайка» А.Чехов — Аркадіна
- «Вишневий сад» А.Чехов — Раневська
- «Тартюф» Ж.-Б.Мольєр — Доріна
- «Міщанин у дворянстві» Ж.-Б.Мольєр — г-жа Журден
- «Моя професія — синьйор з вищого світу» Д. Скарніччі й Р. Тарабузі — Ілона Чібор
- 2002 — «Майстер Клас» Т.Мак-Неллі — Марія Каллас
- «У війни не жіноче обличчя» С.Алексіевіч — Вікторія Михайлівна
- «Божевільні» С.Алексіевіч — Мати
- «Любов — книга золота» О.Толстой — Катерина II
- «Вовки та вівці» О. М. Островський — Мурзавецька
- «Прибуткове місце» О. М. Островський — Кукушкіна
- «Ніч перед Різдвом» М.Гоголь — Катерина II
- «Аленький цветочек» С.Аксаков — Няня
- «Дерева помирають стоячи» А.Касона — Бабуся
- «Запрошення у замок» Ж.Ануй — мати Ізабели
- «Страсті по дивану» М.Тульчінська — 2-а жінка
- «Денис Давидов» В. Соловйов — Василиса
- «Маленькі комедії» А.Арканов, Г.Горін — Анна Серафимівна ІвАнова
- «Готель „Каліфорнія“» Л.Лунарі — Вона
- «Одруження Бальзамінова» О.Островський — Павла Петрівна Бальзамінова
- «Баба Шанель» М.Коляда — Іраїда Семенівна
- «Сільвія» А.Герні — Леслі

### Фільмографія
- 2008 — «Зачароване кохання» — баба Зоя

## Нагороди і визнання
- 1972 — Заслужена артистка Української РСР
- 2001 — Народна артистка України
- 2005 — Премія ім. Марії Заньковецької Національної спілки театральних діячів України — за значний внесок у розвиток театрального мистецтва[8]